# Burg Strakonice
Burg Strakonice (deutsch Strakonitz) liegt in der Stadt Strakonice in Südböhmen, Tschechien.
Die Bavoren von Strakonitz errichteten die Burg im 13. Jahrhundert. Die romanische Anlage beherbergte eine Adelsburg und eine Johanniterkommende. 1402 kam sie vollständig in den Besitz des Johanniterordens. Im 15. Jahrhundert wurde der Hauptkonvent des Ordens aus Prag nach Strakonice verlegt und die Anlage umfangreich umgebaut. Im 16. Jahrhundert folgten weitere Umbauten im Renaissancestil.  Auffällig ist die markante Form des im Grundriss tropfenförmig angelegten Eck- oder Spornturms.
In der Burg, die für Besucher geöffnet ist, befindet sich das Museum des mittleren Otavagebietes. 

Wappen
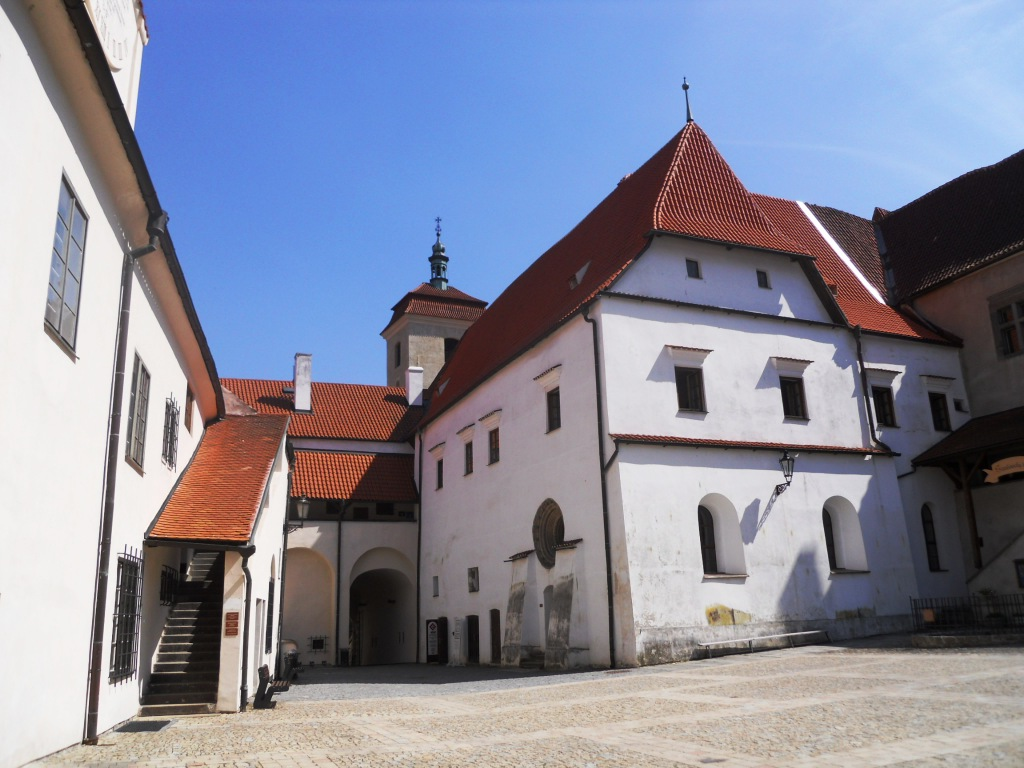
Burghof
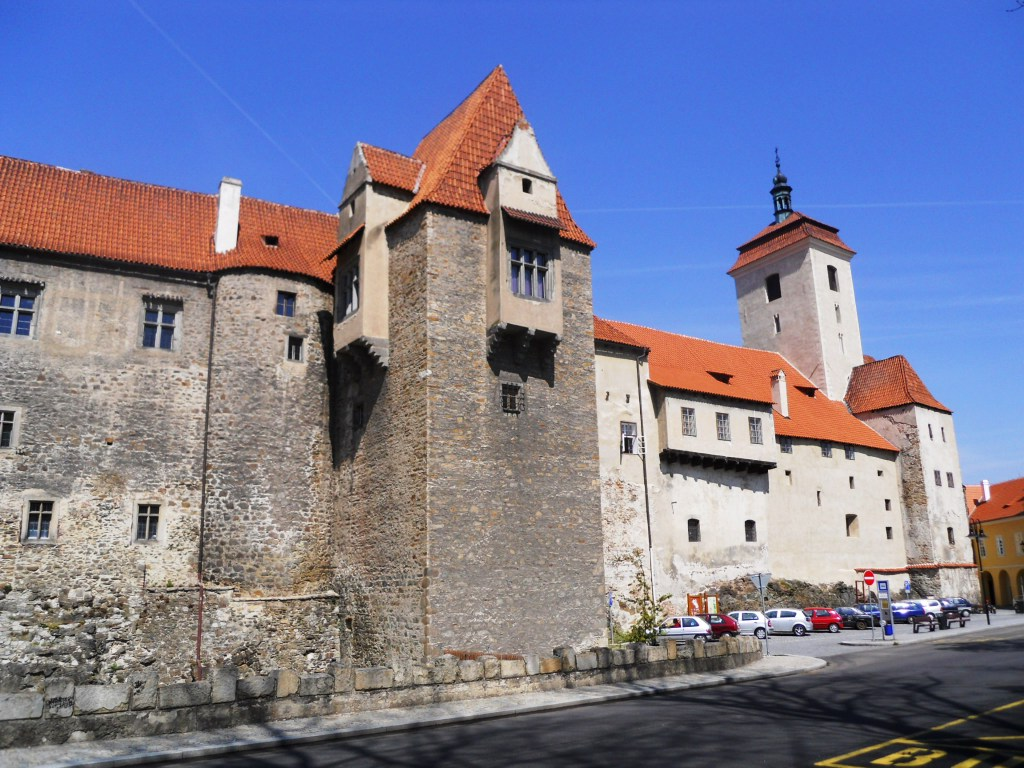
Ansicht von Süden
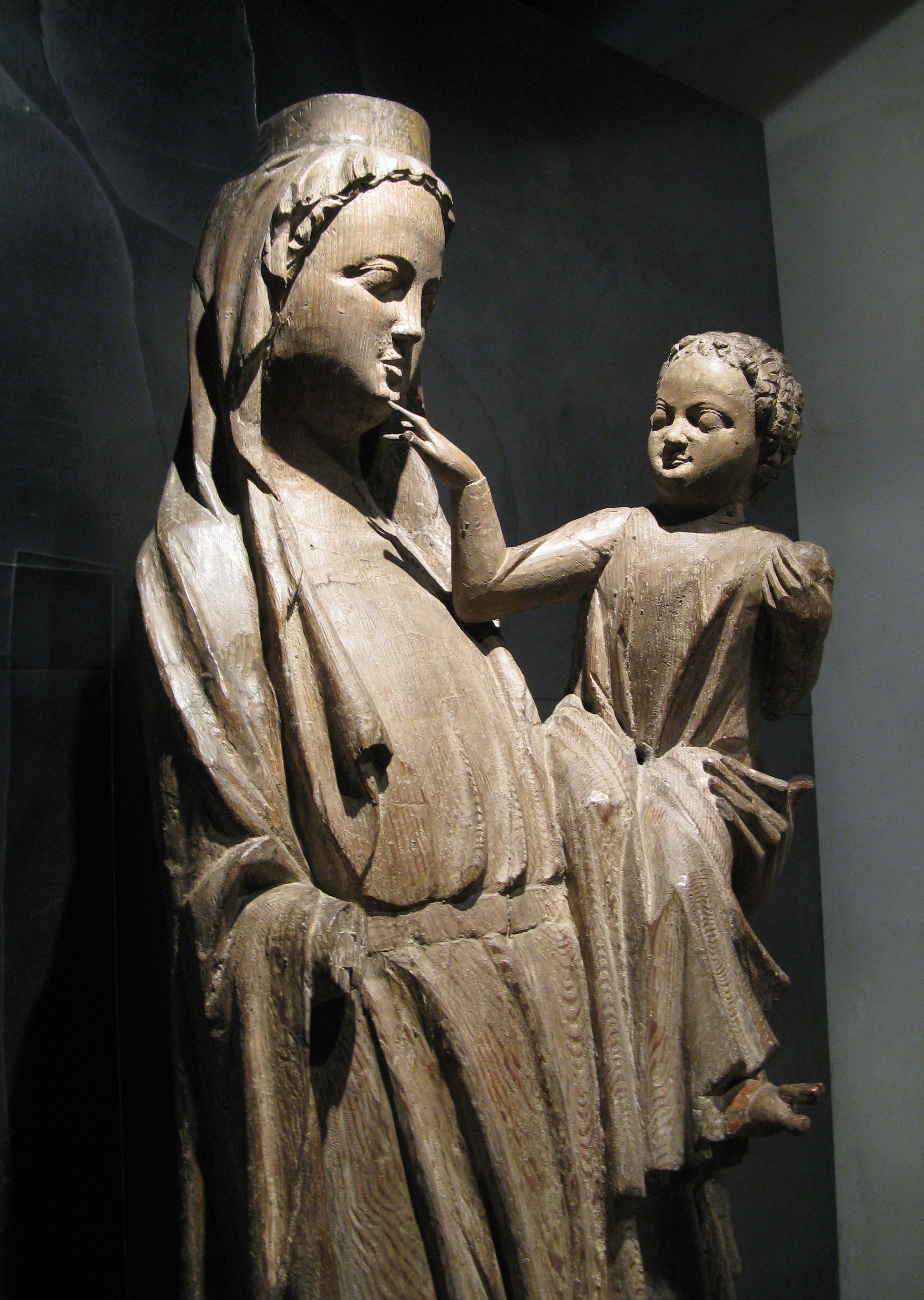
Madonna von Strakonice, Agneskloster Prag